# Joker (film, 2019)
Joker je americký psychologický thriller z roku 2019 režiséra Todda Phillipse, natočený na motivy komiksů z vydavatelství DC Comics o Jokerovi. V titulní roli se představil Joaquin Phoenix, v dalších rolích Robert De Niro, Zazie Beetz, Bill Camp, Frances Conroy a Brett Cullen. Snímek není součástí filmové série DC Extended Universe.
Do kin byl uveden 4. října 2019. Do konce měsíce celosvětově utržil 849 milionů dolarů, čímž překonal dosavadní prvenství filmu Deadpool 2 a stal se nejvýdělečnějším snímkem s R ratingem. V polovině listopadu překonal v tržbách hranici 1 miliardy dolarů, podařilo se mu to jako historicky prvnímu mládeži nepřístupnému filmu, a to navíc bez promítání na čínském trhu a bez uvedení v prémiovém formátu IMAX.
Tvůrci snímku byli oceněni dvěma Oscary, a to pro nejlepšího herce (Joaquin Phoenix) a za nejlepší filmovou hudbu (Hildur Gudnadóttir).

## Děj
Děj filmu se odehrává v roce 1981 a sleduje několik dní ze života Arthura Flecka, který se živí jako nepříliš úspěšný klaun. Arthur žije v chudinské čtvrti Gothamu v malém bytě spolu se svou nemocnou matkou, o kterou se stará. Tak jako ostatní vnímá postupný rozklad města, které sužuje stávka popelářů, vysoká kriminalita a nezaměstnanost. Arthur navíc trpí neurologickou poruchou, která mu způsobuje nekontrolovatelné výbuchy křečovitého smíchu. Kvůli své poruše využívá v rámci sociálních služeb města psychologickou poradnu a užívá léky na předpis. Během prvního dne, který sledujeme, je Arthur na ulici přepaden a zbit dětským gangem. Jeho kolega Randall mu proto půjčí pistoli, aby se mohl lépe bránit. Arthur také potkává sousedku Sophii, která je svobodnou matkou, a pozve ji na své stand-up vystoupení.
Dalšího dne se s Arthurem setkáváme v nemocnici na dětském oddělení, kde předvádí své klaunské vystoupení. Při něm mu ovšem vypadne revolver na podlahu, za což je následně vyhozen z práce. Randall, aby sám nepřišel o práci, uvede, že se zbraní nemá nic společného, že si ji Arthur přinesl do práce sám. Při cestě domu je Arthur v nadzemce svědkem obtěžování ženy, kterého se dopouští tři opilí mladíci. Arthur se rozesměje, což vede k jeho napadení. V sebeobraně zastřelí dva z mladíků; třetího zabije již úmyslně. Při vyšetřování vražd se ukáže, že oběti byly perspektivními zaměstnanci firmy Wayne Enterprises. Vraždy v kolabujícím městě vedou k utvoření nového pouličního hnutí zaměřenému proti bohatým. Jejich symbolem a vzorem se stal právě vraždící klaun, jak hledaného vraha odprezentovala média.
Kvůli škrtům je v následujících dnech zrušena část městských sociálních služeb včetně psychologické poradny, do které Arthur docházel, což vede k tomu, že je nucen vysadit své léky. Té noci se Sophie účastní Arthurova stand-up debutu, který je spíše průměrný. Současně si Arthur přečte dopis, který napsala jeho matka Penny Thomasovi Wayneovi, majiteli Wayne Enterprises a kandidátovi na starostu Gothamu. V dopise Penny žádá o finanční pomoc, přičemž tvrdí, že Arthur je nemanželský syn Thomase Waynea. Arthur se proto vydá do Wayne Manor, sídla rodiny Wayneů. Zde se setkává s mladým Brucem Waynem a také Alfredem Pennyworthem, rodinným sluhou, kterého napadne a následně bez odpovědí na své otázky uteče. Po návratu domů zjistí, že jeho matka měla infarkt a je převážena do nemocnice. Infarkt způsobilo rozrušení z návštěvy dvou policistů, kteří hledali Arthura, aby ho vyslechli v případu vraždícího klauna.
V nemocnici Arthur zjistí, že se nahrávka z jeho stand-up výstupu dostala do jeho oblíbené talk show Murraye Franklina. Ten si ovšem z jeho vystoupení udělá před celým národem legraci. Ve městě se přitom stále více stupňují nepokoje vyvolávané nespokojenými lidmi v klaunských maskách. Arthur, částečně fascinovaný svým vlivem, využívá jednoho z protestů, aby se dostal na VIP představení filmu Charlieho Chaplina, kde se střetne s Thomasem Waynem, kterému sdělí, že je jeho syn. Wayne to odmítne s tím, že Penny Flecková před lety trpěla přeludy a byla proto umístěna do Arkhamské nemocnice pro duševně choré. Arthur pokračuje ve svém pátrání po pravdě právě v Arkhamu, kde získá lékařské záznamy, které odhalí, že je sám adoptovaný a že byl v dětství týrán. Jeho matka byla skutečně pacientkou Arkhamu tak, jak tvrdil Wayne. Následně se vrací do nemocnice, kde svou matku, která ho nechala týrat, zavraždí. Rozrušen se dostane domu, kde vstoupí do bytu Sophie. Ta se po nějakém čase vrátí a je vyděšená z Arthurovy přítomnosti, přičemž se ukáže, že předchozí setkání a vznikající vztah mezi ním a Sophií byl jen jeho přelud.
Ačkoliv byl v talk show Murraye Franklina zesměšněn, jeho video mělo neuvěřitelný ohlas u diváků. Produkce pořadu mu proto nabídne, aby přišel jako host. V den vysílání si doma nanáší klaunský make-up a připravuje kostým. Mezitím se za ním zastaví bývalí kolegové Gary a Randall, kteří se dozvěděli o smrti jeho matky. Arthur zavraždí Randalla, ale Garyho nechá bez újmy odejít za to, že se k němu vždy choval hezky. Během cesty do studia ho spatří policisté, před kterými se pokusí utéct. Nastoupí do nadzemky, ve které se tísní lidi v klaunských maskách, kteří míří na další protest. Policisté vytáhnou zbraně a chtějí Arthura zatknout, ten ale vyvolá rvačku, během které padne výstřel a policisté jsou následně napadeni protestujícími. Arthurovi se tak podaří utéct.
Před začátkem show se Arthur setká s Murrayem Franklinem a požádá ho, aby ho uvedl jako Jokera. V živém přenosu pronese morbidní vtip, což se setká s nevůlí Franklina i diváků, následně Arthur přizná, že to on je vraždícím klaunem a začne obviňovat společnost a bohaté z devastace méně úspěšných lidí a města. Výbuch hněvu končí tím, že Arthur zastřelí Franklina. Jeho čin spustí po celém městě nepokoje. Sám je zatčen a převážen do vězení, ale během nepokojů je při převozu osvobozen a stává se hrdinou protestujících.
V posledních scénách je Arthur pacientem v Arkhamu. Během konzultace s lékařkou se směje. Ta se ho zeptá, čemu se směje? Odpoví jí, že by ten vtip nepochopila. Následně odchází sám po chodbě a nechává za sebou krvavé stopy.

## Obsazení
- Joaquin Phoenix jako Arthur Fleck / Joker
- Robert De Niro jako Murray Franklin
- Zazie Beetz jako Sophie Dumond
- Frances Conroy jako Penny Fleck
- Brett Cullen jako Thomas Wayne
- Douglas Hodge jako Alfred Pennyworth
- Dante Pereira-Olson jako Bruce Wayne
- Glenn Fleshler jako Randall
- Bill Camp jako Garrity, policista
- Shea Whigham jako Burke, policista
- Marc Maron jako Gene Ufland, producent v talkshow Murraye Franklina

## Produkce
Od roku 2014 chtěl Joaquin Phoenix hrát v komiksovém filmu, který by byl nízkorozpočtový a připomínal filmovou studii osobnosti postavy. V téže době odmítl role, které mu nabízeli v rámci Marvel Cinematic Universe, kde mohl hrát Hulka nebo Doctora Strange. Stejně tak režisér Todd Phillips měl nabídky, aby točil komiksový blockbuster, což rovněž, jako Phoenix, několikrát odmítl. Oba totiž chtěli relativní kreativní svobodu, kterou vysokorozpočtové hollywoodské blockbustery tvořené v rámci výdělečných franšíz nenabízejí.
Todd Phillips v roce 2016 nabídl společnosti Warner Bros. svou vizi na komorní film o Jokerovi. Po nepříliš přesvědčivých výsledcích budovaného DC Extended Universe u Warnerů kývli na projekt menších samostatných komiksových filmů. V srpnu 2017 Warneři představili plán samostatného filmu o Jokerovi, který natočí Phillips a na kterém se spolu se Scottem Silverem bude podílet také jako scenárista. Jedním z producentů měl být také úspěšný režisér Martin Scorsese, který ale nakonec kvůli vlastním filmům z pozice producenta odešel. Oznámení bylo přijato spíše obezřetně. Nespokojen byl také herec Jared Leto, který hrál Jokera v rámci DC Extended Universe.
Warneři tlačili Phillipse, aby do role obsadil Leonarda DiCapria, kterého chtěli přemluvit díky přítomnosti Scorseseho, se kterým DiCaprio často spolupracoval. Nicméně Phillips si do role prosadil Joaquina Phoenixe, se kterým od začátku počítal. Phillips dokonce tvrdil, že scénář psal tak, aby se postava přizpůsobila Phoenixovi, spíše než naopak. Scénář byl napsán během roku 2017. Inspirací byly Scorseseho snímky Taxikář (1976), Zuřící býk (1980) a Král komedie (1983). Další inspirací byly podobné filmy fungující jako studie postav Serpico (1973) a Přelet nad kukaččím hnízdem (1975). A v rámci Jokerova mýtu také němý film Muž, který se směje z roku 1928. Samotná premisa filmu je inspirována komiksem Batman: Kameňák (1988) od Alana Moorea a Briana Bollanda.
Phillips a Silver uvedli, že se nechtěli svázat jedním komiksem a proto spíše čerpali jednotlivosti. Například klasický příběh zrodu Jokera - pád do kyseliny - jim přišel nerealistický. Propad v šílenství chtěli uchopit co nejvíce realisticky a tak se soustředili spíše na rozvoj duševní poruchy samotné. Při psaní scénáře se trumfovali, kdo vymyslí větší projev šílenství. Nicméně přejali motiv variantního narativu zrodu Jokera, který je ukázán například i ve zmíněném komiksu Batman: Kameňák. Ve filmu toho dosáhli narativem nespolehlivého vypravěče, u něhož není jisté, že ukazované je reálné. Film je tak otevřen různým interpretacím.

## Vydání
Snímek měl premiéru na konci srpna 2019 na 76. ročníku Benátského filmového festivalu, kde obdržel osmiminutový potlesk ve stoje a vyhrál hlavní cenu Zlatého lva. Do kin byl film uveden 4. října 2019.
V USA film před svým uvedením do kin vyvolal kontroverzi, kdy se mluvilo o hrozbě masové střelby při promítání. Například kino ve městě Aurora (Colorado), kde došlo v roce 2012 při promítání snímku Temný rytíř povstal k tragickému útoku, odmítlo snímek promítat.

## Ohlasy

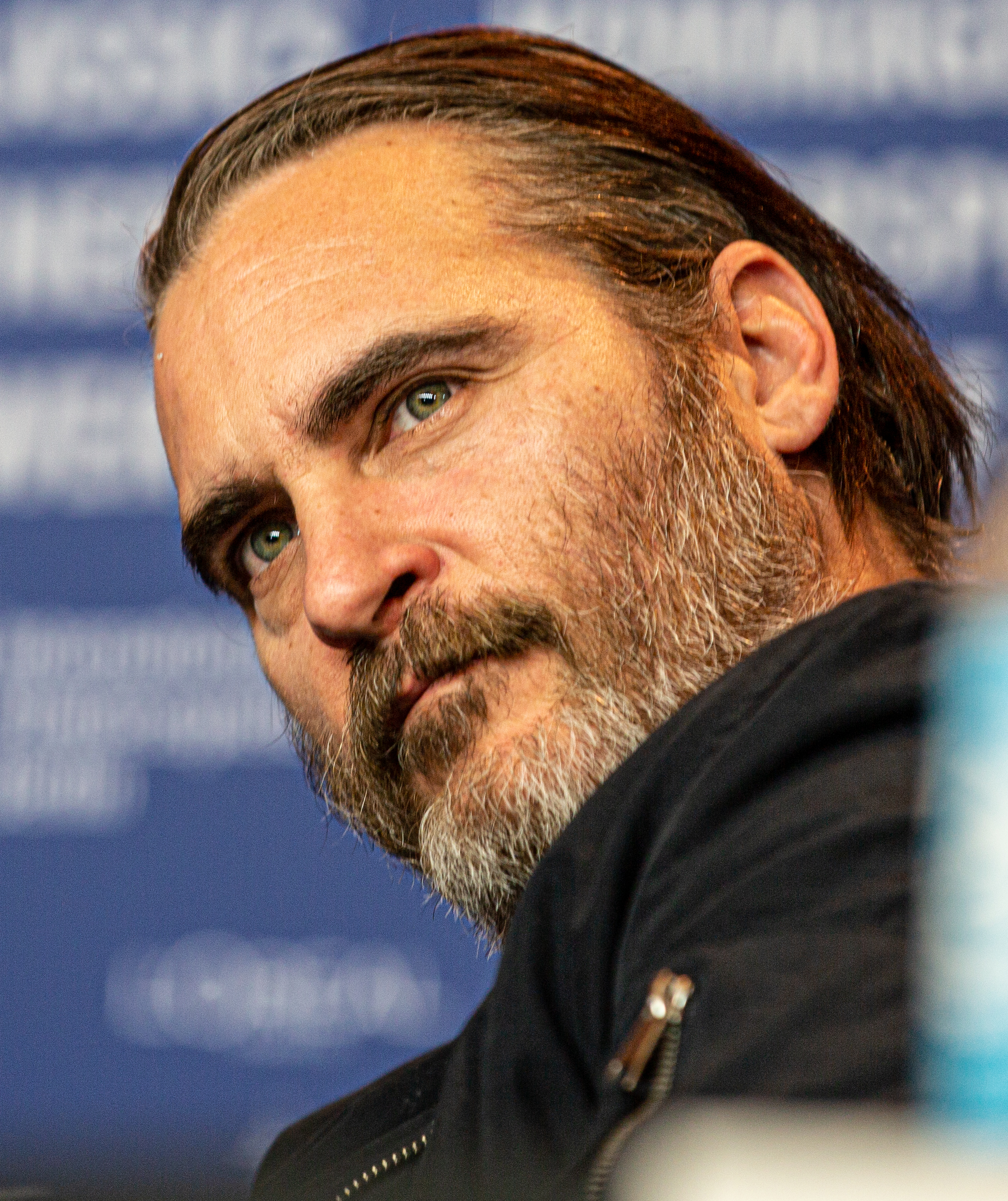
Joaquin Phoenix, představitel Jokera ve filmu.

### Tržby
Film byl v USA uveden ve 4 374 kinech. Během otevíracího víkendu na domácím trhu utržil 93 500 000 dolarů; ze zbytku světa dalších 140 500 000 dolarů. Na domácím trhu se jednalo o historicky nejlepší otvírák měsíce října a o jeden z nejlepších startů filmu s R ratingem. V České republice film během otevíracího víkendu zhlédlo 102 926 diváků, kteří v kinech nechali 16,9 milionu korun. Ke konci října celosvětové tržby čítaly již 849 milionů dolarů, čímž snímek překonal dosavadní prvenství filmu Deadpool 2 a stal se nejvýdělečnějším snímkem s R ratingem. V polovině listopadu překonal v tržbách hranici 1 miliardy dolarů, podařilo se mu to jako historicky prvnímu mládeži nepřístupnému filmu, a to navíc bez promítání na čínském trhu a bez uvedení v prémiových formátech, jako jsou 3D nebo IMAX. Jednalo se teprve o čtvrtou filmovou adaptaci komiksu od DC Comics, která toho dosáhla. Za rok 2019 byl Joker jediným miliardovým snímkem, který nepatřil studiu Disney.
Celkově snímek utržil 1 072 417 782 dolarů. Z toho 335 217 782 dolarů na domácím trhu a 737 200 000 dolarů v zahraničí.
Rozpočet snímku činil 55 až 70 milionů dolarů.

### Recenze
Snímek byl u kritiků přijat pozitivně. Na americkém agregátoru recenzí Rotten Tomatoes získal hodnocení 69 % založené na 500 recenzích, z nichž bylo 346 kladných. Na dalším americkém agregátoru recenzí - Metacritic - se film musel spokojit s hodnocením 59 bodů ze sta, založeného na 58 recenzích. Český agregátor recenzí Kinobox.cz vystavil filmu na základě 14 českých recenzí skóre 85 %, které dokázalo, že čeští filmoví kritici byli k filmu shovívavější než jejich američtí kolegové.

### Ocenění
Joker zahájil festivalovou sezónu svou premiérou v září 2019 na benátském filmovém festivalu odkud si odnesl hlavní cenu Zlatého lva. V lednu 2020 proměnil dvě ze čtyř nominací na Zlatý glóbus. Joaquin Phoenix získal Zlatý glóbus za nejlepší mužský herecký výkon (drama) a za nejlepší hudbu byla Zlatým glóbem oceněna islandská hudební skladatelka Hildur Guðnadóttir.
Tvůrci snímku byli oceněni dvěma Oscary, a to pro nejlepšího herce (Joaquin Phoenix) a za nejlepší filmovou hudbu (Hildur Guðnadóttir).